# Мираки
Мираки (узб. Miroqi) — посёлок городского типа в Шахрисабзском районе Кашкадарьинской области, Узбекистан. Посёлок расположен в 29 км от железнодорожной станции Китаб (на линии Гузар — Китаб).
Статус посёлка городского типа с 1986 года.
В Мираки находится климатический курорт и санаторий.

## Население
| 1989 |
| ---- |
| 6421 |